# Fermín López del Vallado
Fermín López del Vallado y Branat (1845-1912) fue un abogado, político y escritor español. También fue alcalde de la ciudad de Oviedo a principios del siglo XX.

## Biografía
Nació en Oviedo en 1845, era hijo de Miguel López del Vallado y Arias de Velasco (1809-1888) y de Josefa Branat Riestra, y nieto de Bernard Branat, nacido en 1778 en Dax, Landas, Aquitania Francia.   
En 1862 ingresó en el Instituto ovetense, obteniendo el 15 de junio de 1868 el grado de bachiller. Estudió Derecho, logrando el grado de licenciado el 19 de junio de 1871. Finalizados sus estudios, ejerció la profesión de abogado como número 56 del colegio oficial. En su faceta de escritor, publicó diversos artículos para la prensa católica regional, sobre todo en el diario de carácter tradicionalista fundado en Oviedo en 1886 La Cruz de la Victoria. 
Participó de manera activa en la vida política asturiana, siendo seguidor del sexto conde gijonés de Revillagigedo. En 1906 fue nombrado alcalde de la ciudad de Oviedo, por Real Decreto de 4 de febrero de 1906, conservando dicho cargo hasta el 1 de julio de 1909, en que cesó por Real Decreto de 24 de junio, siendo sucedido por José Cienfuegos Jovellanos. Durante su mandato acometió la terminación de la traída de aguas a la ciudad y la reforma de las vías urbanas y rurales, y se celebraron los centenarios del levantamiento de 1808 contra Francia en la Guerra de Independencia, y de la Universidad de Oviedo.
A lo largo de su vida heredó los palacios familiares del Barzanado, siglo XVI (Marcenado o Latores en algunos escritos y documentos) y de Vallados, sitos en Oviedo y Lastres respectivamente.
Uno de sus hermanos fue el padre Félix López del Vallado y Branat, doctor en derecho, registrador de la propiedad, y miembro de la Compañía de Jesús.
Se casó dos veces y tuvo tres hijos de esos matrimonios: María Anunciación López del Vallado y Suárez (heredera del Palacio de Vallados, que fue convertido en hotel), Miguel López del Vallado y Valdés-Busto (Abogado) y Mª del Carmen López del Vallado y Valdés-Busto, que fue la heredera del Palacio del Barzanado, convertido en residencia estival de la familia Fernández y López del Vallado. Al fallecer Carmen transmitió el palacio a sus cinco hijos: José María y Pilar Fernández López del Vallado y Fermín, Javier y Pedro Fernández del Vallado López. 
Falleció el 1 de junio de 1912.
En fecha 26 de diciembre de 1975 el Ayuntamiento de Oviedo acordó otorgarle el nombre de López del Vallado a una calle de dicho concejo en su memoria.